# Enrico Rosenbaum
Enrico Rosenbaum (właściwie: Chil Moszek „Henryk” Rozenbaum) (urodzony w 1904 w Tomaszowie Mazowieckim - zmarły 12 listopada 1972 w Mediolanie), pseud. Enrico Reseda – przedsiębiorca działający w branży filmowej, właściciel i dyrektor mediolańskich firm „Polyfoto” i „Cine Electric”, współtwórca systemu filmowego „Totalrama”, organizator pierwszych kin w Albanii i Etiopii.

## Rodzina
Urodził się w 1904 w Tomaszowie Rawskim (Mazowieckim) w wielodzietnej rodzinie żydowskiej (miał dwanaścioro rodzeństwa). Był synem Pinkusa Rozenbauma (1858-1941), właściciela nieruchomości w Tomaszowie Mazowieckim, i Sary z Zylberbergów (1869-1933). Jego siostrzeńcem jest Zenon Neumark, amerykański inżynier fizyk, elektronik, uciekinier z obozu pracy przymusowej, autor opublikowanych wspomnień z okresu okupacji hitlerowskiej i Zagłady Żydów.

## Działalność zawodowa
Po I wojnie światowej wyemigrował z Polski (1922?) i osiedlił się we Włoszech. Początkowo przebywał u rodziny w Trieście, potem zamieszkał w Mediolanie i tam stworzył od podstaw firmę „Polyfoto”, która sprzedawała i instalowała sprzęt kinowy. Enrico Rosenbaum był wyłącznym na terenie Włoch reprezentantem niemieckiej firmy „Bayer”, produkującej projektory do kin. Firma szybko osiągnęła znaczące sukcesy we Włoszech. 
W latach trzydziestych Enrico Rosenbaum zorganizował pierwsze kina w Albanii i Etiopii. W pałacu królewskim w Tiranie dla Zogu I (1895-1961), króla Albanii (panującego w latach 1928-1939) stworzył ekskluzywne kino. W Tiranie poznał wielu wpływowych Albańczyków, których potem gościł w swoim domu w Mediolanie. W Addis Abebie stworzył kino pałacowe dla Haile Selassie (1892-1975), ostatniego cesarza Etiopii (panującego w latach 1930-1936 i ponownie 1941-1974). Niedługo po wybuchu II wojny światowej (pod koniec 1939 r.) Enrico Rosenbaum został internowany w obozie dla obcokrajowców, we Włoszech zachował bowiem obywatelstwo polskie. Z internowania wysyłał paczki żywnościowe do rodziny Rozenbaumów, zamkniętej w getcie tomaszowskim. Uciekł z internowania i przez kilka miesięcy żył w Rzymie pod fikcyjnym nazwiskiem „Enrico Reseda” (1943-1944). W 1945 został uwolniony z internowania i powrócił do własnego mieszkania w czynszowej kamienicy w Mediolanie. 
W latach 1946–1951 Enrico Rosenbaum finansował studia swego siostrzeńca Zenona Neumarka na wydziale elektrycznym Politechniki Mediolańskiej. Po II wojnie światowej założył nową firmę pod nazwą „Cine Electric”. Był współtwórcą nowego systemu filmowego „Totalrama” dla kin z ekranem 360° bez „ramek”, który został zaprezentowany w 1962 na Czternastym Międzynarodowym Kongresie Techniki Kinematograficznej w Turynie (XIV Congresso Internazionale della Tecnica Cinematografica – Torino). System nie osiągnął zakładanego sukcesu, ale w dalszym ciągu jest uważany za technikę nowatorską i przyszłościową. Oryginalny system „Totalrama” (części i rysunki) pozostaje w posiadaniu The Academy of Motion Pictures Art and Science w Los Angeles. „Totalrama” stała się godłem i logo firmy „Cine Electric”. 
Enrico Rosenbaum zmarł 12 listopada 1972 w Mediolanie i został pochowany na tamtejszym cmentarzu żydowskim (Cimiterio Ebraico di Milano). Nie założył rodziny i nie pozostawił potomstwa.

## Literatura
- Ignacy Bierzyński Burnett, Po śladach pamięci, Warszawa 1995, s. 157-158, 165.
- Zenon Neumark, Jawnie w ukryciu. Niezwykłe losy młodego uciekiniera z hitlerowskiego obozu, Warszawa 2008, s. 27, 184-186, 190.